# Fiorinia smilaceti
Fiorinia smilaceti är en insektsart som beskrevs av Takahashi 1931. Fiorinia smilaceti ingår i släktet Fiorinia och familjen pansarsköldlöss.
Artens utbredningsområde är Taiwan. Inga underarter finns listade i Catalogue of Life.